# Gastroxya
Gastroxya is een geslacht van spinnen uit de familie Araneidae (wielwebspinnen). De wetenschappelijke beschrijving werd gepubliceerd in 1962 door de Belgische arachnoloog Pierre L. G. Benoit, verbonden aan het Koninklijk Museum voor Midden-Afrika te Tervuren. Hij beschreef toen ook de soorten G. krausi, G. leleupi en G. schoutedeni, respectievelijk genoemd naar zijn collega's Otto Kraus, Narcisse Leleup en Henri Schouteden. Deze soorten werden ontdekt in Congo, Rwanda en Burundi. De soort G. benoiti werd later naar hem genoemd door M. Emerit. Deze soort komt voor in Zuid-Afrika.

## Soorten[3]
- Gastroxya benoiti
- Gastroxya krausi
- Gastroxya leleupi
- Gastroxya schoutedeni - de typesoort van het geslacht.